# Liste der Monuments historiques in Villevaudé
Die Liste der Monuments historiques in Villevaudé führt die Monuments historiques in der französischen Gemeinde Villevaudé auf.

## Liste der Objekte
| Bezeichnung                                              | Beschreibung                                       | Standort                       | Kennzeichnung | Schutzstatus | Datum | Bild |
| -------------------------------------------------------- | -------------------------------------------------- | ------------------------------ | ------------- | ------------ | ----- | ---- |
| Grabplatte für Denise de Favereau († 24. September 1664) | Stein, 1664                                        | in der Kirche St-Marcel (Lage) | PM77004143    | Inscrit      | 1982  |      |
| Gemälde Die Wahl                                         | Ölfarbe auf Leinwand, 1908 von Frédéric Louis Levé | in der Mairie (Lage)           | PM77004964    | Inscrit      | 2015  |      |
| Taufbecken                                               | Stein, 17./18. Jahrhundert                         | in der Kirche St-Marcel (Lage) | PM77004142    | Inscrit      | 1982  |      |
| Gemälde Anbetung der Könige                              | Ölfarbe auf Leinwand, 17. Jahrhundert              | in der Kirche St-Marcel (Lage) | PM77004144    | Inscrit      | 1982  |      |